# Wulferthaus

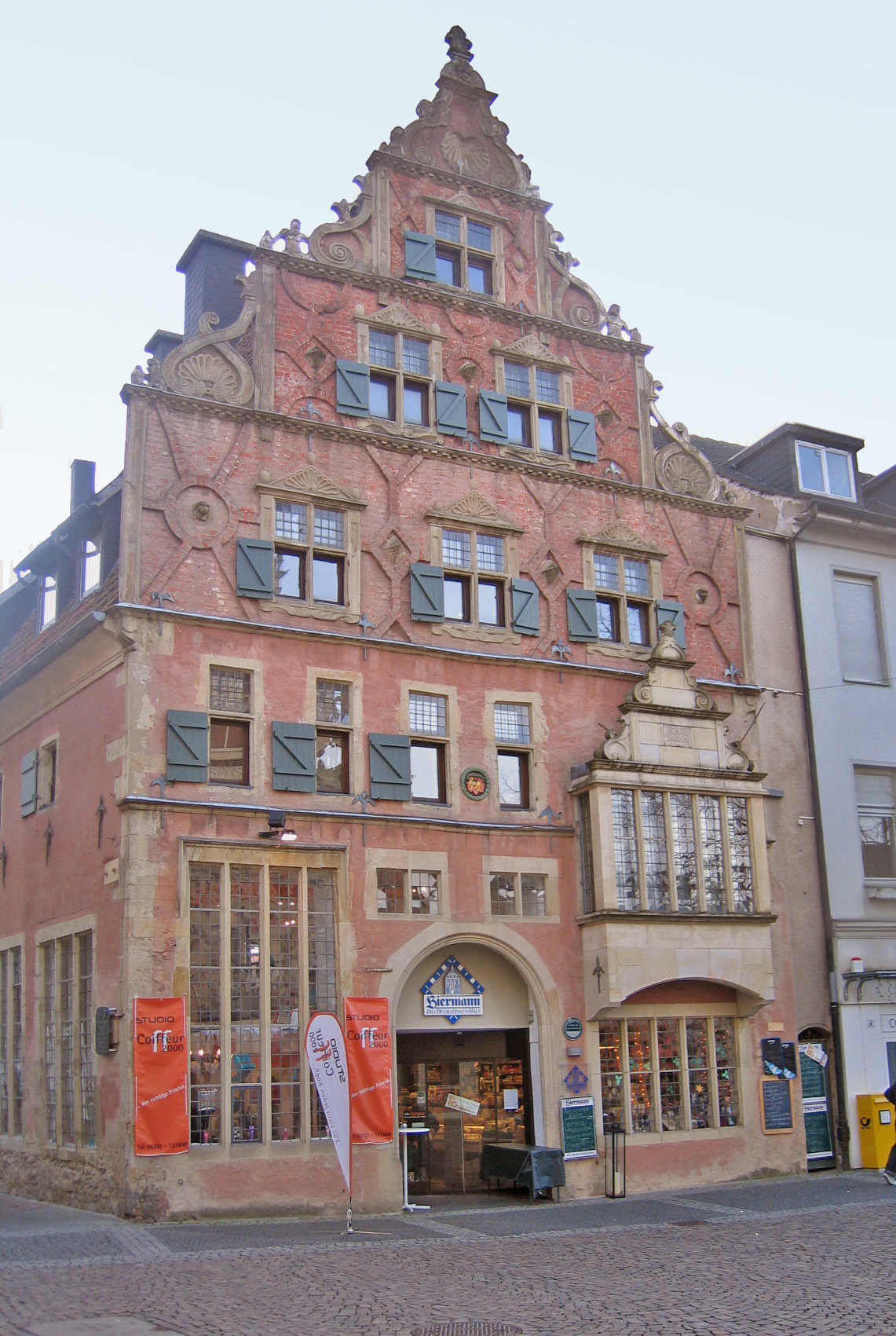
Ansicht von Nordwesten

Das Wulferthaus ist ein unter Denkmalschutz stehendes Wohn- und Geschäftshaus im Stil der Renaissance in der ostwestfälischen Stadt Herford in Nordrhein-Westfalen.

## Geschichte und Beschreibung
Das giebelständige Dielenhaus am Neuen Markt in der Herforder Neustadt wurde 1560 für den Ratsherrn und Kaufmann Jobst Wulfert erbaut. Der verzierte Stufengiebel, der Johannes von Brachum zugeschrieben wird, wurde später hinzugefügt, jedoch vor 1579. Die Verzierungen werden der Lipperenaissance zugerechnet, ähnliche Schmuckformen finden sich bei Schloss Hovestadt und Schloss Overhagen.
Nach diversen baulichen Veränderungen wurde das Wulferthaus von 1975 bis 1979 restauriert, die Diele und die vierbahnigen Fenster wurden in ursprünglicher Form wiederhergestellt. Seit 1981 steht das Haus unter Denkmalschutz. Nach einer weiteren Restaurierung in den Jahren 2021 und 2022 würdigte der Landschaftsverband Westfalen-Lippe das Wulferthaus als Denkmal des Monats März 2023.
Mit dem gegenüberliegenden Neustädter Rathaus bildet das Wulferthaus ein Gebäudeensemble.